# 빌뇌브 (보주)
빌뇌브(프랑스어: Villeneuve [vilnœv][*])는 스위스 보주 에이글구에 위치한 자치제이다. 2018년 12월 기준으로 인구는 5771명이다.

## 지리

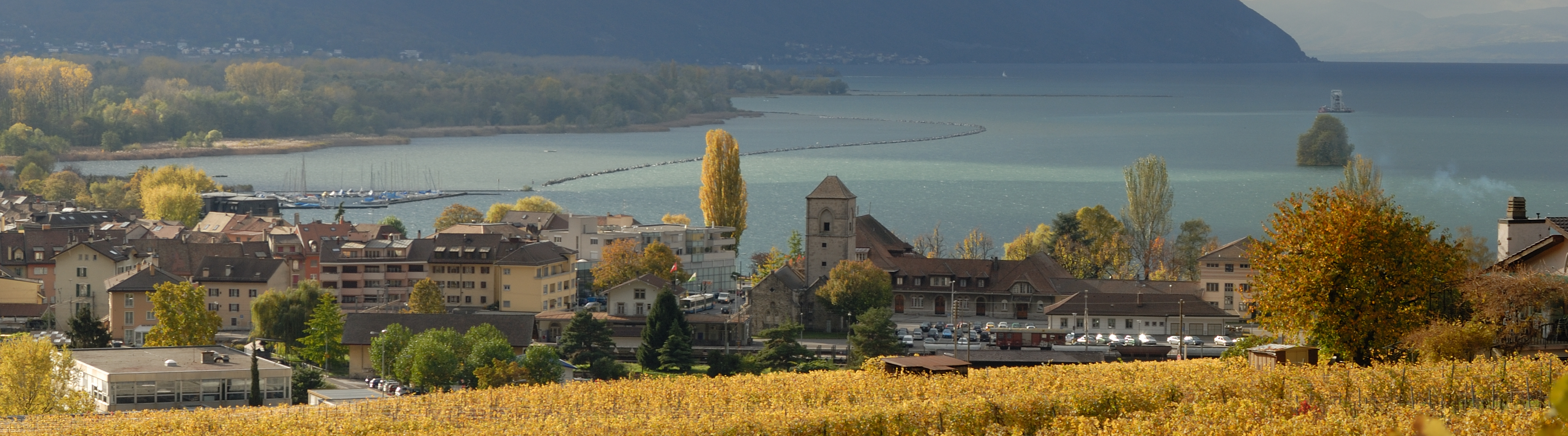
빌뇌브

빌뇌브의 면적은 2009년 기준으로 32.04k㎡이다. 이 면적 중 8.56k㎡ (26.7%)가 농업용으로 사용되는 반면 17.69k㎡ (55.2%)는 삼림이다. 나머지 토지 중 2.63k㎡ (8.2%)가 정착(건물 또는 도로), 0.17k㎡ (0.5%)가 강 또는 호수, 3.08k㎡ (9.6%)는 비생산적인 토지이다.
건축면적 중 공업용 건물이 전체 면적의 1.5%, 주택과 건물이 1.9%, 교통 기반 시설이 2.8%를 차지했다. 전력 및 수자원 기반 시설과 기타 특별 개발 지역은 면적의 1.7%를 구성한다. 산림 토지 중 전체 토지 면적의 50.9%는 삼림이 무성하고, 2.6%는 과수원 또는 작은 나무 군집으로 덮여 있다. 농경지 중 0.9%는 작물 재배에 사용되며 2.3%는 과수원이나 덩굴 작물에, 22.5%는 고산 목초지에 사용된다. 시정촌의 모든 물은 흐르는 물이다. 비생산적인 지역 중 6.7%는 비생산적인 초목이고, 2.9%는 초목이 자라기에는 너무 암석이 많은 지역이다.

## 인구통계

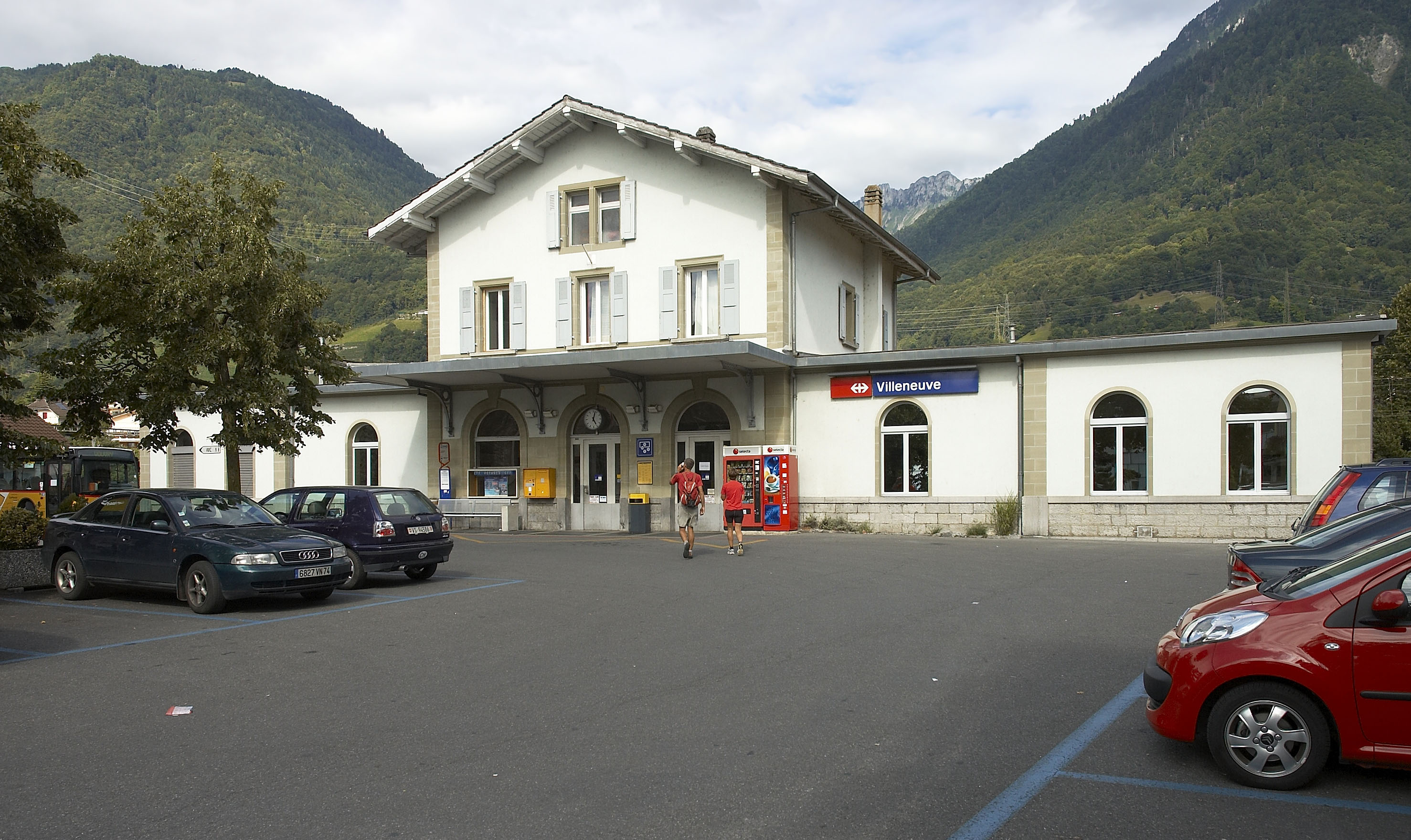
빌뇌브의 철도와 버스역

2020년 12월 기준, 빌뇌브의 인구는 5,834명이다.December 2017 2008년 기준으로 인구의 36.2%가 거주하는 외국인이다. 1999년부터 2009년까지 지난 10년 동안 인구는 17.7%의 비율로 변화했다. 이주로 인해 16.7%의 비율로, 출생 및 사망으로 인해 1.9%의 비율로 변경되었다.
2000년 기준, 인구 대부분인 3,321명(79.4%)이 프랑스어를 사용하며, 독일어가 198명(4.7%)으로 2위이고, 이탈리아어가 171명(4.1%)으로 3위이다.
지자체의 인구 중 924명 또는 약 22.1%가 빌뇌브에서 태어나 2000년에 그곳에 살았다. 같은 주에서 태어난 1,062명 또는 25.4%가 있었고, 693명 또는 16.6%가 스위스 다른 곳에서 태어났고, 1,294명 또는 1,294명 또는 31.0%는 스위스 밖에서 태어났다.
2008년에는 스위스 시민이 26명, 비스위스계 시민이 21명이었고, 같은 기간에 스위스 시민이 34명, 비스위스계 시민이 5명이었다. 이민과 이주를 무시하면, 스위스 시민의 인구는 8명 감소했고, 반면 외국인 인구는 16명 증가했다. 스위스에서 이민 온 스위스 남자가 1명 있었다. 동시에 다른 나라에서 스위스로 이주한 비스위스 남성 33명과 비스위스계 여성 39명이 있었다. 2008년 전체 스위스 인구 변화(시 경계를 넘는 이동을 포함한 모든 출처에서)는 104명이 증가했고 비스위스계 인구는 45명이 증가했다. 이는 3.4%의 인구 증가율을 나타낸다.
2009년 현재 빌뇌브의 연령 분포는 다음과 같다. 490명(인구의 10.4%)이 0~9세이고 597명(12.7%)이 10~19세이다. 성인 인구 중 595명(인구의 12.6%)이 20~29세이다. 561명(11.9%)은 30~39세, 741명(15.7%)은 40~49세, 645명(13.7%)은 50~59세이다. 고령자 분포는 512명(인구의 10.8%)이 60세 이상이다. 69세는 70~79세가 353명(7.5%), 80~89세가 192명(4.1%), 90세 이상이 33명(0.7%)이다.
2000년 기준으로 시정촌에는 미혼이거나 독신인 사람이 1,600명 있다. 기혼자는 2,078명, 미망인은 263명, 이혼한 사람은 239명이었다.
2000년 기준으로 시정촌의 민간가구는 1,810세대로 가구당 평균 2.3명이다. 1인 가구는 652가구, 5인 이상 가구는 96가구였다. 이 질문에 응답한 총 1,852가구 중 35.2%가 1인 가구였으며, 부모와 동거하는 성인은 7명이었다. 나머지 가구 중 자녀가 없는 기혼 부부는 459쌍, 자녀가 있는 기혼 부부는 551쌍이다. 자녀가 있는 편부모는 116명이었다. 혈연관계가 없는 사람이 25가구, 시설이나 기타 집단주택이 42가구였다.
2000년에는 총 757세대의 주거용 건물 중 374세대(전체의 49.4%)가 단독주택으로 존재하였다. 다가구는 227채(30.0%), 주거용으로 주로 사용되는 다목적 건물은 84채(11.1%), 기타 용도(상업, 공업)가 72채(9.5%)였다. 단독 주택 중 73채는 1919년 이전에 지어졌고 65채는 1990년에서 2000년 사이에 지어졌다. 가장 많은 다가구 주택(63채)이 1919년 이전에 지어졌고 그 다음으로 가장 많은(44채) 다가구 주택(44채)이 1961년과 1970년 사이에 지어졌다. 1996년에서 2000년 사이에 지어진 다가구 주택이 7채 있었다.
2000년에는 2,268개의 아파트가 시정촌에 있었다. 가장 흔한 아파트 규모는 3실 731실, 165실, 5실 이상 352실이었다. 이 중 상가주택은 총 1,712채(전체의 75.5%), 비수기형은 450채(19.8%), 공실은 106채(4.7%)였다. 2009년 기준 신규주택 건설률은 인구 1000명당 8세대이다. 2010년 시 공실률은 0.81%였다.
역사적 인구는 다음 차트에 나와 있다.

## 국가중요문화재
빌뇌브의 작은 도시/마을 전체가 스위스 유산 목록의 일부로 지정되었다.

## 정치
2007 년 연방 선거에서 가장 인기 있는 정당은 30.32%의 득표율을 기록한 SVP였다. 다음으로 가장 인기 있는 3개 정당은 FDP (24.04%), SP (21.06%), 녹색당 (7.06%)이었다. 이번 연방 총선에서 총 856표를 득표했고, 투표율은 37.6%였다.

## 경제

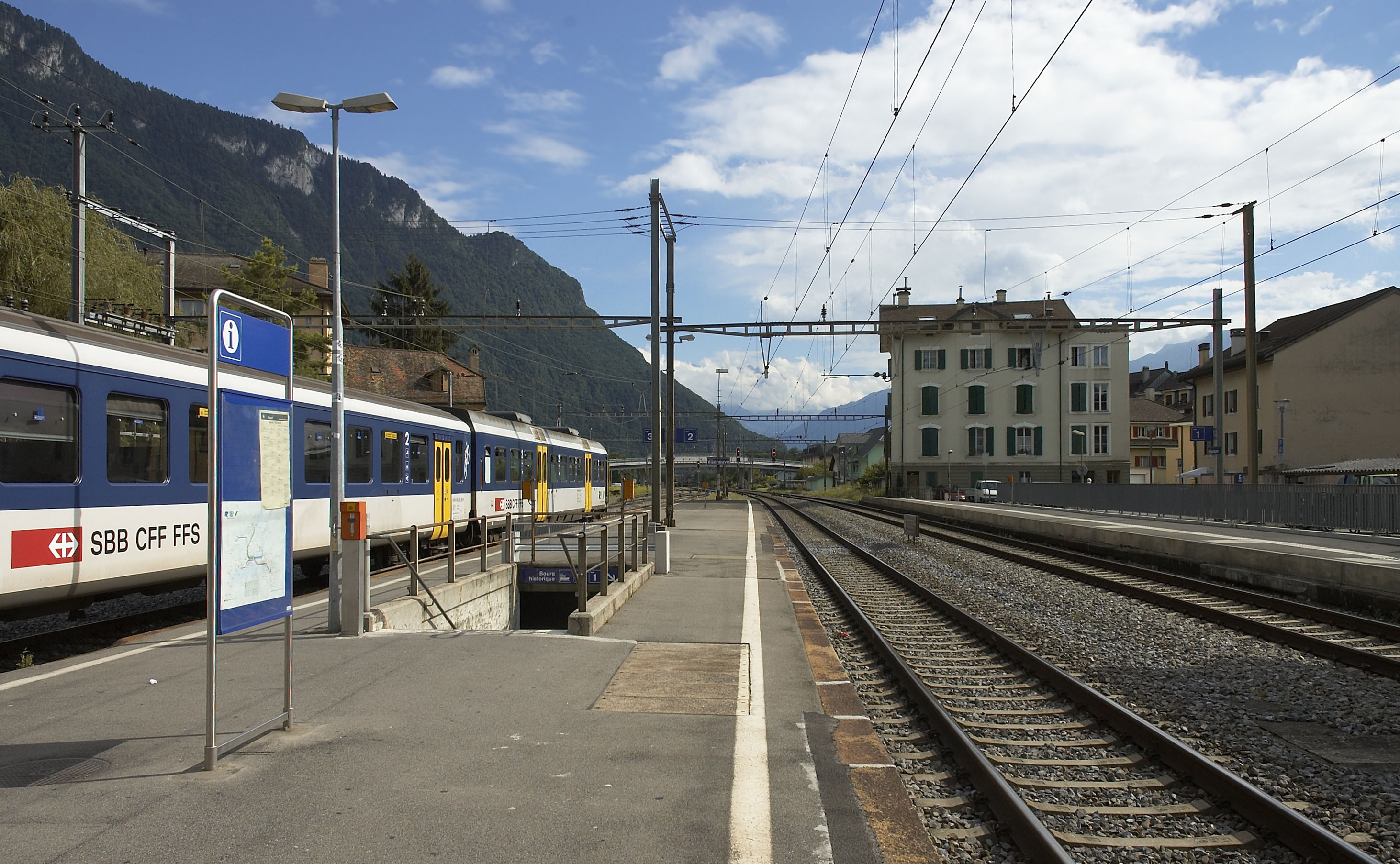
빌뇌브역

2010년 기준으로 빌뇌브의 실업률은 7.6%였다. 2008년 기준으로 1차 경제 부문에 72명이 고용되어 있고, 이 부문에 약 16개 기업이 참여하고 있다. 971명이 2차 부문에 고용되었고, 이 부문에 64개의 기업이 있었다. 1,474명이 3차 부문에 고용되었으며, 이 부문에는 198개의 기업이 있다. 시정촌 주민은 1,995명으로 일정 정도 고용되었으며, 그중 여성이 전체 노동력의 43.1%를 차지하였다.
2008년에 정규직에 상응하는 총 일자리 수는 2,241개였다. 1차 부문의 일자리 수는 44개였으며, 그중 39개는 농업에, 5개는 임업 또는 목재 생산에 종사했다. 2차 부문의 일자리 수는 937개였으며, 그중 757개(80.8%)는 제조업, 28개(3.0%)는 광업, 124개(13.2%)는 건설에 종사했다. 3차 부문의 일자리는 1,260개였다. 3차 부문에서; 739개(58.7%)는 도소매 또는 자동차 수리업, 102개(8.1%)는 상품의 이동 및 보관, 101개(8.0%)는 호텔 또는 레스토랑, 9개(0.7%)는 정보 산업에 종사했다. 9개(0.7%)는 보험 또는 금융 산업, 27개(2.1%)는 기술 전문가 또는 과학자, 64개(5.1%)는 교육, 91개(7.2%)는 의료 분야에 있었다.
2000년 기준 자치단체로 통근하는 근로자는 1,633명, 출퇴근자는 1,178명이었다. 지자체는 근로자를 순수입하며, 떠날 때마다 약 1.4명의 근로자가 지자체에 들어간다. 빌뇌브에 들어오는 인력의 약 7.5%가 스위스 외부에서 왔다. 근로 인구 중 19.8%가 대중교통을 이용하여 출퇴근하고, 51.8%가 자가용을 이용하였다.

## 종교
2000년 인구 조사에서 로마 가톨릭 신자는 1,683명(40.3%)이었고, 스위스 개혁 교회는 1,368명(32.7%) 이었다. 나머지 인구 중 정교회 교인이 126명 (인구의 약 3.01%), 크리스찬 가톨릭 교회 신자가 1명, 다른 기독교 교회에 속한 사람이 68명(인구의 약 1.63%)이 있었다. 1명의 유대인이 있었고, 이슬람교 300명(인구의 약 7.18%), 불교도 6명, 힌두교 4명 다른 교회에 속한 10인이 있었다. 327명(인구의 약 7.82%)은 교회에 속하지 않고, 불가지론자 또는 무신론자이며, 286명(인구의 약 6.84%)은 질문에 대답하지 않았다.

## 교육
빌뇌브에서는 인구의 약 1,350명(32.3%)이 필수가 아닌 고등 교육을 이수했으며 381명(9.1%)이 추가 고등 교육(대학 또는 응용학문대학)을 마쳤다. 고등 교육을 마친 381명 중 49.3%가 스위스 남성, 26.8%가 스위스 여성, 15.7%가 비스위스계 남성, 8.1%가 비스위스계 여성이었다.
2009/2010 학년도에 빌뇌브 학군에는 총 615명의 학생이 있었다. 보주 주립학교 시스템에서는 정치 구역에서 2년간의 의무가 아닌 유아원을 제공한다. 학년도 동안 정치 지역은 총 205명의 어린이에게 유치원 보육을 제공했으며, 그중 96명의 어린이(46.8%)가 보조금을 받는 유치원 보육을 받았다. 주의 초등학교 프로그램은 학생들이 4년 동안 출석해야 한다. 시립 초등학교 프로그램에는 328명의 학생이 있었다. 중학교 의무 프로그램은 6년 동안 지속되며 해당 학교의 학생은 269명이었다. 홈스쿨링을 하거나 다른 학교에 다니는 학생도 18명이었다.

2000년 기준으로 빌뇌브에는 다른 지자체에서 온 학생이 101명, 지자체 이외의 학교에 다니는 주민은 237명이었다.

## 교통
지자체에는 심플론선에 빌뇌브역이 있다. 이 역에서 그랑송, 로잔 및 에이글로 이어지는 정기 운행편이 있다.